# Liste du patrimoine immobilier classé de Jemeppe-sur-Sambre
Cette page regroupe l'ensemble du patrimoine immobilier classé de la ville belge de Jemeppe-sur-Sambre.
| Objet | Année de construction / Architecte | Adresse            | Section communale | Coordonnées                      | Numéro d’inventaire | Illustration |
| --- | ---------------------------------- | ------------------ | ----------------- | -------------------------------- | ------------------- | --- |
| Les façades et toitures du château de Mielmont à Onoz                                                                                                |                                    | Onoz               |                   | 50° 29′ 52″ nord, 4° 40′ 21″ est | 92140-CLT-0001-01   | Image manquanteTéléverser                                                                                                 |
| Donjon de Villeret, à Jemeppe-sur-Sambre (M) ainsi que l'ensemble formé par ce donjon et les terrains qui l'entourent (S)                            |                                    | Jemeppe-sur-Sambre |                   | 50° 30′ 30″ nord, 4° 39′ 05″ est | 92140-CLT-0004-01   | Donjon de Villeret, à Jemeppe-sur-Sambre (M) ainsi que l'ensemble formé par ce donjon et les terrains qui l'entourent (S) |
| Ensemble formé par le moulin à eau et ses abords, à Onoz                                                                                             |                                    | Onoz               |                   | 50° 29′ 30″ nord, 4° 40′ 13″ est | 92140-CLT-0005-01   | Ensemble formé par le moulin à eau et ses abords, à Onoz                                                                  |
| La Grotte de l'homme de Spy (M) ainsi que l'ensemble formé par cette grotte et les terrains environnants (S)                                         |                                    |                    |                   | 50° 28′ 49″ nord, 4° 40′ 28″ est | 92140-CLT-0006-01   | La Grotte de l'homme de Spy (M) ainsi que l'ensemble formé par cette grotte et les terrains environnants (S)              |
| Les façades et toitures de la ferme-château de Balâtre (M) et établissement d'une zone de protection (ZP)                                            |                                    |                    |                   | 50° 29′ 55″ nord, 4° 38′ 13″ est | 92140-CLT-0007-01   | Les façades et toitures de la ferme-château de Balâtre (M) et établissement d'une zone de protection (ZP)                 |
| Les façades et les toitures de l'ensemble formé par la station de captage d'eau et les deux bâtiments techniques sis route d'Eghezée, 301-303 à Onoz |                                    |                    |                   | 50° 29′ 00″ nord, 4° 39′ 57″ est | 92140-CLT-0008-01   | Image manquanteTéléverser                                                                                                 |
| Le donjon de Villeret |                                    |                    |                   | 50° 30′ 29″ nord, 4° 39′ 04″ est | 92140-PEX-0001-01   | Le donjon de Villeret |
| L'ensemble formé par la grotte de l'homme de Spy et les terrains environnants                                                                        |                                    |                    |                   | 50° 29′ 00″ nord, 4° 40′ 13″ est | 92140-PEX-0002-01   | L'ensemble formé par la grotte de l'homme de Spy et les terrains environnants                                             |